# Stanisław Bitner
Stanisław Ryszard Bitner (ur. 1922, zm. 17 czerwca 2001) – polski brydżysta, arcymistrz, reprezentant Polski, dziennikarz.
Syn Wacława Bitnera, adwokata i posła na Sejm II RP oraz Walentyny z domu Moksiewicz, lekarki i referentki służby sanitarnej w Szefostwie WSK Komendy Głównej Armii Krajowej w Warszawie. Wnuk generała Ryszarda Bitnera. Miał brata Krzysztofa oraz siostrę Joannę po mężu Lisowską. W 1939 roku ukończył I Państwowe Gimnazjum i Liceum im. Stefana Batorego w Warszawie. Współzałożyciel pisma „Brydż”.
Pochowany w grobie rodzinnym na Cmentarzu Powązkowskim w Warszawie.

## Wyniki brydżowe

### Zawody krajowe
W zawodach krajowych uzyskał następujące rezultaty:
| Mistrzostwa Polski par | Mistrzostwa Polski par | Mistrzostwa Polski par |
| Rok                    | Lokata                 | Partner                |
| ---------------------- | ---------------------- | ---------------------- |
| 1964                   | 3                      | Jerzy Stachowicz       |
| 1962                   | 2                      | Jan Krzymulski         |
| 1961                   | 3                      | Jan Krzymulski         |
| 1958                   | 3                      | Janusz Cyprian Nowak   |

| Drużynowe mistrzostwa Polski | Drużynowe mistrzostwa Polski | Drużynowe mistrzostwa Polski |
| Sezon                        | Lokata                       | Drużyna                      |
| ---------------------------- | ---------------------------- | ---------------------------- |
| 1959/1960                    | 2                            | Energetyk Warszawa           |
| 1956/1957                    | 1                            | PKiN Warszawa                |

| Puchar Polski | Puchar Polski     | Puchar Polski |
| Rok           | Drużyna           | Pozycja       |
| ------------- | ----------------- | ------------- |
| 1970/71       | Łączność Warszawa | 1             |

### Zawody europejskie
W zawodach europejskich zdobywał następujące miejsca:

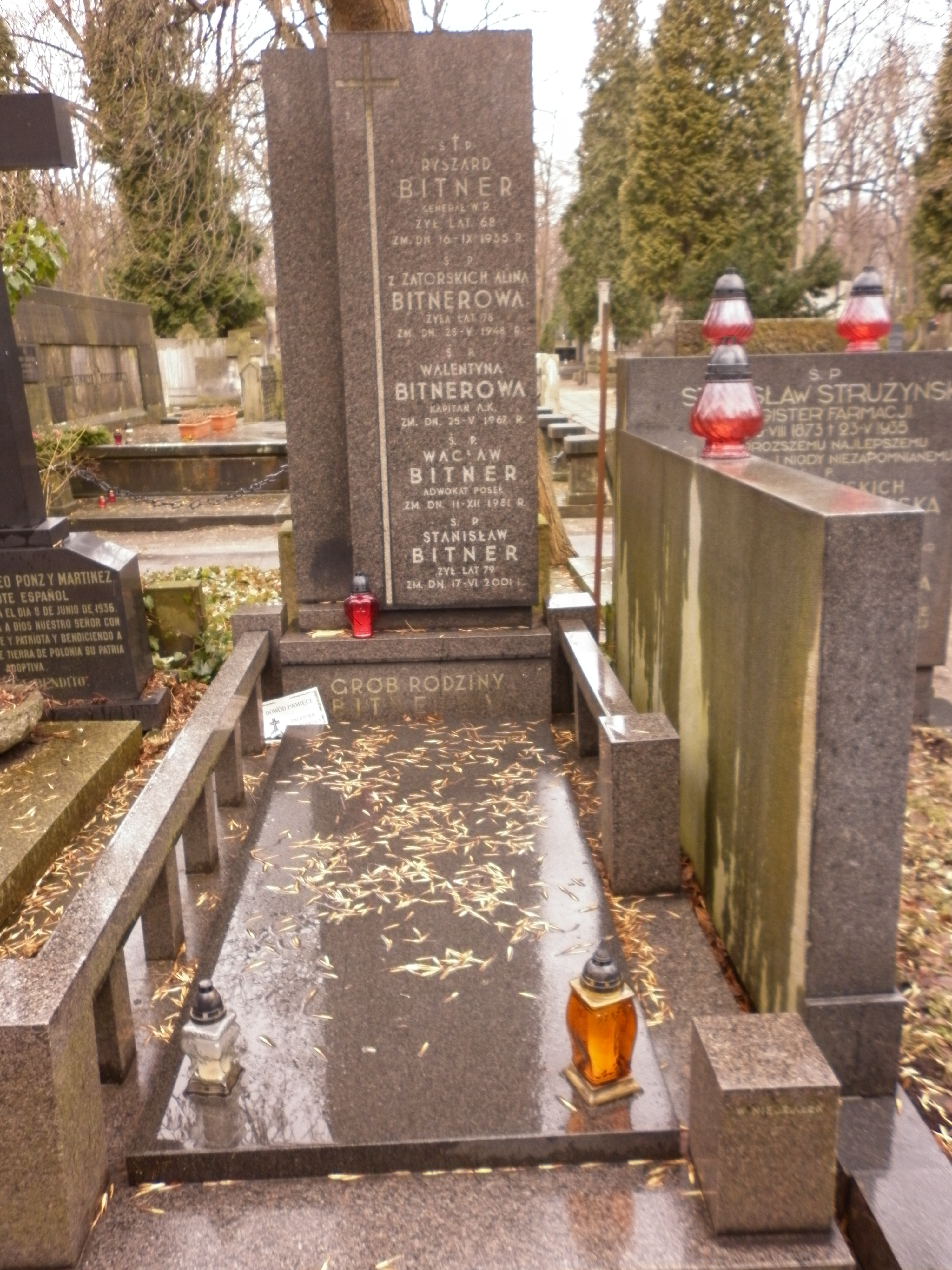
Grób Stanisława Bitnera na Cmentarzu Powązkowskim.

| Drużynowe Mistrzostwach Europy. Konkurencja Teamów | Drużynowe Mistrzostwach Europy. Konkurencja Teamów | Drużynowe Mistrzostwach Europy. Konkurencja Teamów |
| Rok                                                | Miejsce                                            | Pozycja                                            |
| -------------------------------------------------- | -------------------------------------------------- | -------------------------------------------------- |
| 1969                                               | Oslo (Norwegia)                                    | 8                                                  |
| 1967                                               | Dublin (Irlandia)                                  | 11                                                 |
| 1966                                               | Warszawa (Polska)                                  | 10                                                 |
| 1963                                               | Baden-Baden (Niemcy)                               | 3                                                  |
| 1962                                               | Bejrut (Liban)                                     | 7                                                  |